# Bataille de Fehmarn (1644)
Pour les articles homonymes, voir Bataille de Fehmarn.
Guerre de Torstenson
La bataille de Fehmarn (1644) a eu lieu au nord-ouest de l'île de Fehmarn , aujourd'hui partie de l'Allemagne, dans la mer Baltique . Une flotte suédoise combinée avec un grand nombre de navires hollandais loués, a vaincu une flotte danoise et fait plus de 1 000 prisonniers, dont Ulfeldt (en), Grabow et von Jasmund (de). L'amiral danois Pros Mund fut tué dans cette bataille.
Les Suédois avaient 16 navires avec 392 canons, et l'élément néerlandais avait 21 navires avec 483 canons (soit un total de 37 navires avec 875 canons). Les Danois avaient 17 navires avec 448 canons. Les Suédois ont dépensé deux brûlots et les Néerlandais ont perdu un navire. Les Danois ont perdu 10 navires capturés, dont leurs trois plus grands bâtiments, et deux naufragés.

## La bataille
Le matin du 13 octobre, la flotte suédo-néerlandaise leva l'ancre et se prépara au combat en se divisant en deux escadrons suédois et trois hollandais. L'un des escadrons suédois était dirigé par Wrangel sur le Smålands Lejon et l'autre par le vice-amiral Peter Blum sur le Drake . Les escadrons néerlandais étaient commandés par Thijssen (en) à bord du Jupiter, le vice-amiral Henrik Gerretsen à bord du Groote Dolphijn et le schout-bij-nacht Pieter Marcussen à bord du Groot Vliessingen .
La flotte danoise était divisée en deux escadrons, commandés respectivement par l'amiral Pros Mund sur le Patentia et Joachim Grabow sur le Lindorm. Vers 10 h du matin, les plus gros navires des deux flottes étaient à portée de tir l'un de l'autre et ont commencé à tirer. Les plus petits navires danois se sont retirés de la bataille, mais ont été poursuivis par les navires hollandais.
Au début de la bataille, le vaisseau amiral suédois Smålands Lejon a été tellement endommagé dans son gréement et sa coque qu'il a dû se retirer. Les navires suédois Regina et Göteborg attaquèrent et montèrent à bord du navire amiral danois Patentia. L'amiral danois Pros Mund a été tué pendant les combats.
Le navire suédois Meerman fut envoyé contre le Lindorm danois , qui prit rapidement feu et explosa. L'épave a été découverte en 2012. Le Suédois Nya Fortuna a capturé le navire amiral danois Oldenborg en l'abordant. Le dernier bâtiment de guerre Tre Løver a dévié, mais a été poursuivi par les Néerlandais Jupiter , Patentia et Swarte Arent de Thijssen. Tre Løver a réussi à couler Swarte Arent avant que les deux autres navires hollandais ne l'abordent.
Les petits navires danois Tu Løver , Havhesten et Fides ont été capturés par les hollandais Jupiter et Groote Dolphijn. Un groupe de navires danois a été forcé contre le rivage de Lolland, parmi lesquels Neptunus, Nellebladet, Stormarn et Kronet Fisk. Ceux-ci ont ensuite été remorqués par les Hollandais. Le Delmenhorst danois s'est échoué et a explosé après avoir été incendié par le navire suédois Lilla Delfin. Les danois Markatten , Højenhald et un galion se sont également échoués, mais des tirs de canon depuis la terre les ont protégés des Néerlandais. Seuls Pelikanen et Lammet ont réussi à s'échapper et à naviguer vers Copenhague le 17 octobre[réf. souhaitée].

## Conséquences
Les Danois ont perdu douze navires, dont dix capturés. Une centaine d'hommes ont péri et environ 1 000 autres ont été capturés. Le navire Swarte Arent fut la seule perte néerlandaise ; son équipage fut sauvé. La flotte suédoise a eu de très légères pertes avec une cinquantaine de morts.
La victoire est l'une des plus importantes de l'histoire de la Marine royale suédoise. Même si le transbordement des soldats de Torstenson vers les îles danoises n'était plus une menace, puisque ceux-ci avaient désormais l'intention de rencontrer les troupes impériales du général Gallas venant du sud, les Danois se rendirent compte que la Suède avait une domination navale totale après la bataille. Ceci ouvrit la voie aux négociations qui aboutirent à la signature du second traité de Brömsebro le 13 août 1645.

## Référence
1. ↑  Tristan Quinault-Maupoil, « L'Atlantique livre un trésor datant de la Seconde Guerre mondiale », Le Figaro, 19 juillet 2012 (consulté le 26 octobre 2023)